# Old Location

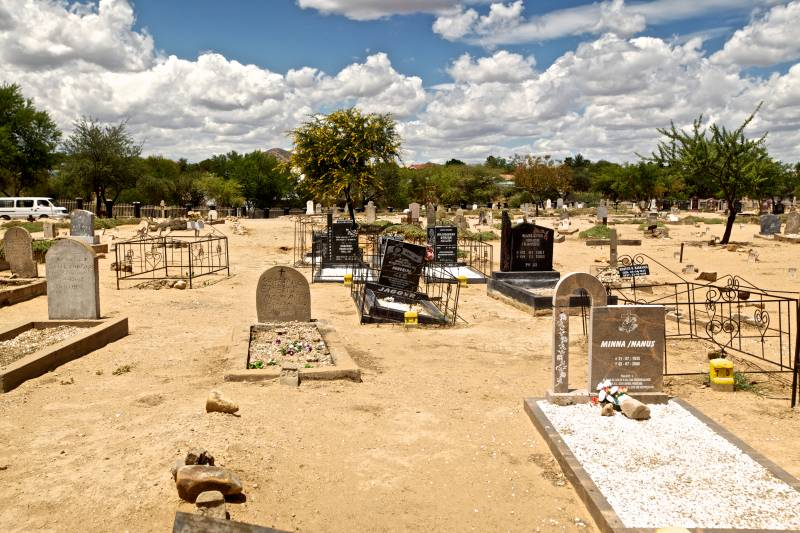
Unter Denkmalschutz gestellte Grabanlagen (2019)

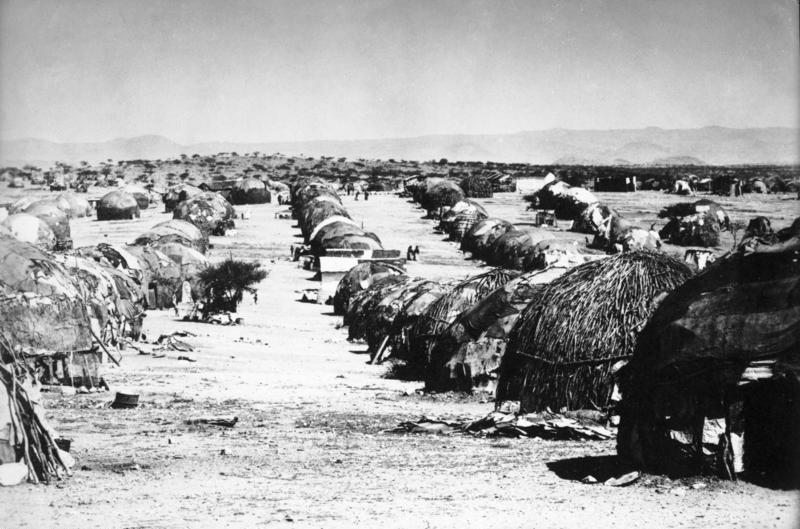
Alte Werft vor der offiziellen Gründung (um 1906)

Old Location (deutsch Alte Werft) war eine schwarze Vorstadt in Südwestafrika. Sie lag in der heutigen namibischen Hauptstadt Windhoek auf dem Gebiet des heutigen Stadtviertels Hochland Park. Das Gebiet wurde durch ein Massaker am 10. Dezember 1959 bekannt und spielt als endgültiger Auslöser des namibischen Befreiungskampfes eine herausragende Rolle in der Geschichte Namibias.

## Geschichte
Die Old Location, damals offiziell als Main Location bekannt, war ein seit 1912 organisch gewachsener Wohnbezirk, der vor allem durch Blech- und Holzhütten einen slumähnlichen Charakter aufwies. In den 1950er Jahren begann die Stadtverwaltung Planungen die Lebensqualität aller Einwohner zu verbessern. Sie sollten Grundstücke und Häuser mit Sanitäreinrichtungen, Strom und Wasser erhalten. Gleichzeitig begann die südafrikanische Besatzungsmacht die Apartheid auch in Südwestafrika umzusetzen. In diesem Zuge wurde versucht eine klare Trennung zwischen Schwarzen und Weißen durchzusetzen.
Da die Old Location kaum von den weißen Wohngebieten getrennt war, wurde 1956 mit dem Bau einer neuen Vorstadt für die Schwarzen begonnen. Der Großteil der Einwohner der Old Location lehnte die Umzugspläne, trotz scheinbar besserer Lebensbedingungen, ab. Sie tauften das neue Wohngebiet Katutura, „der Platz an dem wir nicht wohnen wollen“. Die Umzugspläne wurden schlussendlich nach ersten Demonstrationen im September 1959 kategorisch abgelehnt. Die südafrikanische Verwaltung kündigte deshalb die Zwangsräumung an. Es kam zu anhaltenden, auch gewaltsamen Auseinandersetzungen zwischen Bewohnern und Sicherheitskräften, die am 10. Dezember 1959 in einem Massaker endeten, dem „Aufstand in der Alten Werft“ (englisch Old location Uprising). An diesem Tag erschoss die Polizei elf Menschen und weitere 44 wurden verletzt. Er ist zugleich der Hauptgrund dafür, dass der 10. Dezember, der Tag der Menschenrechte, in Namibia Feiertag ist. Bis 1962 wurden etwa 7000 Einwohner der Old Location nach Katutura umgesiedelt.
1968 wurde die Old Location offiziell geschlossen und Weiße begannen sich hier anzusiedeln. Heute zeugt nur noch der Old Location Cemetery (Friedhof) mit angeschlossenem Museum von dem Wohngebiet und dem Massaker.